# Andreas Johannis Nycopensis
Andreas Johannis Nycopensis, född 28 januari 1595 i Nyköping, Södermanland, död 16 november 1652 i Sankt Jakobs församling, Stockholm, var en svensk präst.

## Biografi
Andreas Nycopensis föddes 1595 i Nyköping och var son till en borgare. Han blev 9 mars 1618 student vid Uppsala universitet och studerade sedan vid Wittenbergs universitet. Nycopensis prästvigdes 30 mars 1623 i Strängnäs domkyrka och blev skolmästare i Södertälje. Han blev 1628 lektor vid Katedralskolan, Strängnäs och 1630 rektor vid Strängnäs trivialskola. Nycopensis var preses vid prästmötet i Strängnäs 1634 och blev samma år lektor i teologi vid katedralskolan och kyrkoherde i Aspö församling. Sistnämnda år blev han utnämnd till honors prost och blev 1635 kyrkoherde i Sorunda församling och kontraktsprost. Från 1635 var han även superintendent vid amiralitetet. Nycopensis blev senare hovpredikant hos drottning Christina och avlade 4 maj 1643 magisterexamen vid Kungliga akademien i Åbo. Han blev 25 november 1643 kyrkoherde i Sankt Jakobs församling och blev assessor i Stockholms konsistorium 28 februari 1644. Nycopensis avled 1652 i Sankt Jakobs församling och begravdes i sakristian i Jacobs kyrka.

### Familj
Nycopensis var gift med Gertrud Arentsdotter (död 1669). De fick tillsammans barnen bokhållaren Johan Sparin i Stockholm, rådmannen Henrik Sparin i Stockholm och konstapeln Anders Sparin i Helsingborg.